# Jack Andraka
Jack Thomas Andraka (Crownsville, 8 gennaio 1997) è un inventore statunitense di origini polacche.
Ha realizzato un nuovo metodo che rileva l'aumento di una proteina che indica la presenza del cancro al pancreas, alle ovaie e ai polmoni durante le fasi iniziali della malattia.
Ha fatto coming out all'età di 13 anni.

## Controversie
Il giovanissimo Andraka ha ricevuto molta attenzione dai media a seguito della vittoria del premio ISEF istituito da Intel nel 2012. Diversi esponenti del mondo accademico hanno però espresso dei dubbi sull'attuale validità del test.
La rivista Forbes aveva valutato di candidare Andraka nella lista dei primi 30 giovani promettenti del 2014, ma ritirò la candidatura dopo avere chiesto ad Andraka di scrivere un articolo da sottoporre in forma anonima a una rivista specializzata, e dal processo di peer-review risultò che Andraka aveva confrontato i risultati della sua tecnica con le tecniche illustrate nel suo manuale di scienze delle superiori.
George M. Church (professore di genetica all'Università di Harvard), è fra gli studiosi che hanno espresso dubbi sulle asserzioni di Andraka circa la bontà e convenienza economica del test, che a loro parere sembra necessitare di ulteriore sviluppo prima di avere una qualche utilità. Inoltre, a loro parere, i risultati preliminari non sembrano giustificare l'entusiasmo con cui la scoperta è stata accolta dalla stampa non specializzata.
Un sensore che utilizza la stessa tecnologia, basata su nanotubi al carbonio, era stato del resto oggetto di un articolo del 2009 (tre anni prima della vittoria del premio Intel ISEF da parte di Andraka) di Wang ed altri autori, dell'Università di Jiangnan.
Un articolo di E. Sharon et al. pubblicato nel 2012 ha rilevato che i livelli sierici della mesotelina, utilizzata nel test, statisticamente non differiscono tra sani e malati.
Andraka è un attivista dell'Open access, tuttavia è criticato da opinionisti del settore per mosse (ad esempio la creazione di un'azienda, Andraka Technologies, LLC.) da essi interpretate come tentativi di sfruttare commercialmente il clamore della scoperta.

## Premi e riconoscimenti
- 2012 - Gordon Moore Award[9]
- 2012 - Intel International Science and Engineering Fair,  primo posto.[10]
- 2014 Ha vinto il premio Siemens We Can Change the World Challenge e il premio Jefferson Awards: il più prestigioso premio di servizio pubblico della nazione
- 2014 Candidatura (poi ritirata da Forbes) per la lista degli under 30 più promettenti dell'anno.